# NGHTMRE
Тайлер Мареньи (англ. Tyler Marenyi; род. 11 октября 1990 года), более известный как NGHTMRE — американский диджей и музыкальный продюсер. Получил известность благодаря Скриллексу, когда тот исполнил одну из его песен во время своего сета на Ultra Music Festival.

## Биография
Мареньи родился 11 октября 1990 года в Стамфорде, штат Коннектикут. Учился в Северной христианской академии, где был членом теннисной команды. До переезда в Лос-Анджелес он поступил в Университет Элона, где получил степень магистра в области финансов. В дальнейшем начал учиться в Icon Collective Music Production School, где познакомился с американским дуэтом SLANDER и установил с ними рабочие отношения, что впоследствии привело к многочисленным совместным коллаборациям и частым гастролям вместе.

## Музыкальная карьера
В начале своей карьеры Мареньи создавал ремиксы на песни в жанрах трэп и хаус таких диджеев как Tiesto, Rae Sremmurd, и Skrillex. Позже он начал продюсировать свои собственные песни, а также сотрудничать с другими продюсерами электронной музыки. В 2015 году дебютировал на одном из крупнейших фестивалей электронной музыки Electric Daisy Carnival.
В 2016 году он выпустил свой первый мини-альбом под названием «Nghtmre» состоящий из 6 треков, который попал в Dance/Electronic Albums.

## Дискография

### Мини-альбом
| Название                                                                         | Детали                                                                         | Пиковые позиции в чартах |
| Название                                                                         | Детали                                                                         | US Dance                 |
| -------------------------------------------------------------------------------- | ------------------------------------------------------------------------------ | ------------------------ |
| «Nuclear Bonds» (с Slander)                                                      | - Дата релиза: 13 октября 2015 - Лейбл: Mad Decent - Формат: Цифровая загрузка | —                        |
| «Nghtmre»                                                                        | - Дата релиза: 25 марта 2016 - Лейбл: Mad Decent - Формат: Цифровая загрузка   | 17                       |
| «Magic Hour» (с Pell)                                                            | - Дата релиза: 15 июня 2018 - Лейбл: Mad Decent - Формат: Цифровая загрузка    | —                        |
| "—" означает, что альбом не вошёл в чарты или не был выпущен на этой территории. |                                                                                |                          |

### Синглы
| Название                                                                         | Год  | Пиковая позиция в чартах | Альбом             |
| Название                                                                         | Год  | US Dance                 | Альбом             |
| -------------------------------------------------------------------------------- | ---- | ------------------------ | ------------------ |
| «Walking On Sunshine» (с Richard Vission при участии Jackie Boyz)                | 2014 | —                        | Не альбомный сингл |
| «Mtrd»                                                                           | 2015 | —                        | Не альбомный сингл |
| «Street»                                                                         | 2015 | —                        | Не альбомный сингл |
| «Aftershock» (с Boombox Cartel)                                                  | 2015 | —                        | Не альбомный сингл |
| «You» (с Slander)                                                                | 2015 | —                        | «Nuclear Bonds»    |
| «Warning» (с Slander)                                                            | 2015 | —                        | «Nuclear Bonds»    |
| «Power» (с Slander)                                                              | 2015 | —                        | «Nuclear Bonds»    |
| «Superstar» (с Pegboard Nerds при участии Krewella)                              | 2016 | —                        | Не альбомный сингл |
| «Need You» (с Dillon Francis)                                                    | 2016 | 21                       | Не альбомный сингл |
| «Feel Your Love» (с Flux Pavilion при участии Jamie Lewis)                       | 2016 | —                        | Не альбомный сингл |
| «Frontlines» (с Zeds Dead при участии GG Magree)                                 | 2016 | —                        | Не альбомный сингл |
| «Click Clack» (с Loudpvck)                                                       | 2016 | —                        | Не альбомный сингл |
| «Stronger» (с Afro)                                                              | 2016 | —                        | Не альбомный сингл |
| «Gud Vibrations» (с Slander)                                                     | 2016 | —                        | Не альбомный сингл |
| «End Of The Night» (с Ghastly)                                                   | 2017 | —                        | Не альбомный сингл |
| «Embrace» (с Carmada при участии Xavier Dunn)                                    | 2017 | —                        | Не альбомный сингл |
| «Only Want U» (с Snails при участии Akylla)                                      | 2017 | —                        | Не альбомный сингл |
| «On The Run» (при участии Passeport)                                             | 2017 | —                        | Не альбомный сингл |
| «The Killer» (при участии Bret James и Rnsom)                                    | 2017 | —                        | Не альбомный сингл |
| «No Coming Down» (при участии Alex Wiley и Sky Montique)                         | 2017 | —                        | Не альбомный сингл |
| «Another Dimension» (с Dillon Francis)                                           | 2017 | —                        | Не альбомный сингл |
| «Grave» (с Wavedash)                                                             | 2018 | —                        | Не альбомный сингл |
| «Save Yourself» (с The Chainsmokers)                                             | 2018 | 21                       | «Sick Boy»         |
| «Like That» (с Big Gigantic)                                                     | 2018 | —                        | Не альбомный сингл |
| «Bang» (c Shaq и Lil Jon)                                                        | 2019 | —                        | Не альбомный сингл |
| "—" означает, что альбом не вошёл в чарты или не был выпущен на этой территории. |      |                          |                    |